# Johann Nepomuk Felbinger
Johann Nepomuk Felbinger (26. února 1768, Teplá – 8. března 1855, Mariánské Lázně) byl pokladníkem kláštera Teplá, kronikářem města a stavitelem prvního kamenného domu v Mariánských Lázních.

## Život
Byl synem Thomase Felbingera zaměstnance kláštera, kde se i narodil. Měl dva bratry Maxe a Antona, kteří sloužili klášteru jako lesmistr a revírník. Byli to první občané nově vznikajících Mariánských Lázní. Felbinger sloužil klášteru 37 let jako nižší úředník, písař, správce a důchodní. Nakonec jako penzionovaný účetní dožil v „Ruském domě“, kde žil se svými třemi dcerami. Zemřel v roce 1855 v Mariánských Lázních, kde byl i pochován na zdejším hřbitově.